# Angelo Lopeboselli
Angelo Lopeboselli (Gavardo, 10 april 1977) is een voormalig Italiaans wielrenner die in het verleden uitkwam voor onder meer Cofidis. Afgezien van twee etappes in de Baby Giro wist hij geen enkele overwinning te behalen.

## Palmares
Geen

## Resultaten in voornaamste wedstrijden
| Jaar | Ronde van Italië | Ronde van Frankrijk | Ronde van Spanje |
| ---- | ---------------- | ------------------- | ---------------- |
| 2002 |                  |                     |                  |
| 2003 |                  |                     | 90e              |

| Jaar | Milaan-San Remo | Ronde van Lombardije |
| ---- | --------------- | -------------------- |
| 2002 |                 | 16e                  |
| 2003 | 75e             | ↑                    |